# Júlio César (ur. 1956)
Júlio César, właśc. Júlio César da Silva Gurjol lub Julinho (ur. 3 marca 1956 w Rio de Janeiro) – brazylijski piłkarz, występujący na pozycji napastnika i obrońcy.

## Kariera klubowa
Zawodową karierę piłkarską Júlio César rozpoczął w klubie CR Flamengo w 1974 roku. We Flamengo 21 sierpnia 1975 w przegranym 1-2 meczu z Sportem Recife Júlio César zadebiutował w lidze brazylijskiej. W latach 1977–1978 był zawodnikiem Remo Belém. Z Remo dwukrotnie zdobył mistrzostwo stanu Pará – Campeonato Paraense w 1977 i 1978 roku. W latach 1979–1981 ponownie był zawodnikiem Flamengo. Z Flamengo zdobył mistrzostwo stanu Rio de Janeiro – Campeonato Carioca w 1979 oraz mistrzostwo Brazylii w 1980 roku. Łącznie w barwach rubro-negro rozegrał 134 mecze, w których strzelił 10 bramek.
W kolejnych latach występował na przemian w argentyńskim Talleres Córdoba oraz Grêmio Porto Alegre. W barwach Grêmio Júlio César wystąpił ostatni raz w lidze brazylijskiej 15 kwietnia 1984 w zremisowanym 1-1 meczu z Athletico Paranaense. Ogółem w latach 1975–1984 w I lidze wystąpił w 52 meczach, w których strzelił 2 bramki. W 1985 roku występował w Athletico Paranaense, z którym zdobył mistrzostwo stanu Parana – Campeonato Paranaense. Karierę zakończył w São Cristóvão Rio de Janeiro w 1993 roku.

## Kariera reprezentacyjna
Júlio César występował w olimpijskiej reprezentacji Brazylii. W 1976 roku uczestniczył w Igrzyskach Olimpijskich w Montrealu. Na turnieju Júlio César wystąpił w dwóch meczach reprezentacji Brazylii z Hiszpanią i ZSRR.